# Рижанська сільська рада
Рижанська сільська рада — колишня адміністративно-територіальна одиниця та орган місцевого самоврядування у Хорошівському (Кутузівському, Володарському, Володарсько-Волинському) і Черняхівському районах Коростенської і Волинської округ, Київської й Житомирської областей Української РСР та України з адміністративним центром у с. Рижани.

## Населені пункти
Сільській раді були підпорядковані населені пункти:
- с. Рижани
- с. Волянщина
- с. Грабівка
- с. Данилівка
- с. Жовтнівка
- с. Знам'янка
- с. Кропивенка
- с. Невирівка

## Населення
Кількість населення ради станом на 1923 рік становила 2 736 осіб, кількість дворів — 515.
Відповідно до результатів перепису населення СРСР, кількість населення ради станом на 12 січня 1989 року становила 2 753 особи.
Станом на 5 грудня 2001 року, відповідно до перепису населення України, кількість мешканців сільської ради становила 2 404 особи.

## Склад ради
Рада складалась з 16 депутатів та голови.

### Керівний склад сільської ради
| ПІБ                       | Основні відомості                                            | Дата обрання | Дата звільнення |
| ------------------------- | ------------------------------------------------------------ | ------------ | --------------- |
| Омельчук Тамара Сергіївна | Сільський голова, 1953 року народження, освіта, позапартійна | 26.03.2006   | 31.10.2010      |
| Вербило Лідія Леонідівна  | Сільський голова, 1957 року народження, освіта вища          | 31.10.2010   |                 |

Примітка: таблиця складена за даними джерела

## Історія
Створена 1923 року в складі двох частин села Рижани — Невяровського (згодом — Данилівка) та Сербиновича — Кутузівської волості Житомирського повіту Волинської губернії.
Станом на 1 вересня 1946 року входила до складу Володарсько-Волинського району Житомирської області, на обліку в раді перебувало с. Рижани.
Станом на 16 листопада 1954 року в підпорядкуванні значилися с. Рижани Треті (згодом — Грабівка), Рижани П'яті, Рижани Четверті та Робітниче селище Володарсько-Волинського льонозаводу. 5 березня 1959 року, відповідно до рішення Житомирського облвиконкому № 161 «Про ліквідацію та зміну адміністративно-територіального поділу окремих сільських рад області», до складу ради включено села Волянщина та Невирівка ліквідованої Малогорошківської сільської ради Володарсько-Волинського району, села Рижани П'яті (згодом — Знам'янка) та Рижани Четверті (згодом — Жовтнівка) підпорядковано Небізькій сільській раді Володарсько-Волинського району.
На 1 січня 1972 року сільська рада входила до складу Володарсько-Волинського району Житомирської області, на обліку в раді перебували села Волянщина, Грабівка та Рижани.
12 серпня 1974 року, відповідно до рішення Житомирського облвиконкому № 342 «Про зміни в адміністративно-територіальному поділі окремих районів області в зв'язку з укрупненням колгоспів», підпорядковано села Жовтнівка, Знам'янка та Кропивенка Небізької сільської ради.
Ліквідована 27 грудня 2016 року в зв'язку з об'єднанням до складу Хорошівської селищної громади Хорошівського району Житомирської області.
Входила до складу Хорошівського (Кутузівського, Володарського, Володарсько-Волинського, 7.03.1923 р., 8.12.1966 р.) та Черняхівського (30.12.1922 р.) районів.